# 畑良太郎
畑 良太郎（はた りょうたろう、慶応3年2月30日（1867年4月4日） – 昭和12年（1937年）4月5日）は、日本の外交官。駐ブラジル公使。駐スウェーデン公使。錦鶏間祗候。正三位勲一等。

## 経歴
信濃国（後の長野県）出身。1890年（明治23年）、帝国大学法科大学独法科を卒業し、外務省試補となった。1892年（明治25年）より駐オーストリア公使館交際官試補、駐オランダ公使館三等書記官、駐ドイツ公使館二等書記官、同一等書記官を歴任。1908年（明治41年）に外務書記官となり、さらに駐ドイツ大使館参事官になった。
その後、駐ブラジル公使、駐スウェーデン公使を歴任した。退官後の1925年（大正14年）に錦鶏間祗候となった。

## 栄典
位階
- 1892年（明治25年）9月26日 - 従七位[9]
- 1893年（明治26年）12月16日 - 正七位[10]
- 1899年（明治32年）6月20日 - 正六位[11]
- 1904年（明治37年）2月29日 - 従五位[12]
- 1918年（大正7年）10月21日 - 正四位[13]
- 1924年（大正13年）12月27日 - 正三位[14]

勲章
- 1902年（明治35年）12月28日 - 勲五等瑞宝章[15]

## 親族
- 父：成國 - 海軍大軍医[6]
- 母：たき[1]
- 妹：たまき - 飯田久恒の妻[5][6][8]
- 妻：てる[1][5]
- 子：良一[1][5][6]